# Hjalmar Bergström
Hjalmar Bergström   (Kungälv, 19 de gener de 1907 - Umeå, 31 de març de 2000) fou un esquiador de fons suec que va competir durant les dècades de 1920 i 1930.
El 1936 va prendre part en els Jocs Olímpics d'Hivern de Garmisch-Partenkirchen, on fou quart en la cursa dels 50 quilòmetres del programa d'esquí de fons.
En el seu palmarès destaquen una medalla d'or, una de plata i dues de bronze al Campionat del Món d'esquí nòrdic, el 1929 i 1933.